# São Simão (kommun i Brasilien, Goiás)
São Simão är en kommun i Brasilien.   Den ligger i delstaten Goiás, i den södra delen av landet, 500 km sydväst om huvudstaden Brasília. Antalet invånare är 17 086.
Omgivningarna runt São Simão är huvudsakligen savann. Runt São Simão är det ganska tätbefolkat, med 52 invånare per kvadratkilometer.